# Barthélémy (chanteur)

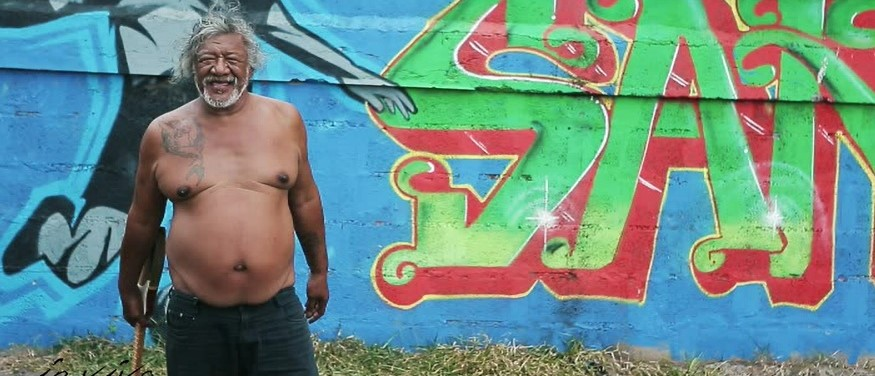
In Vivo Barthélémy le dernier kaina, Outoumaoro

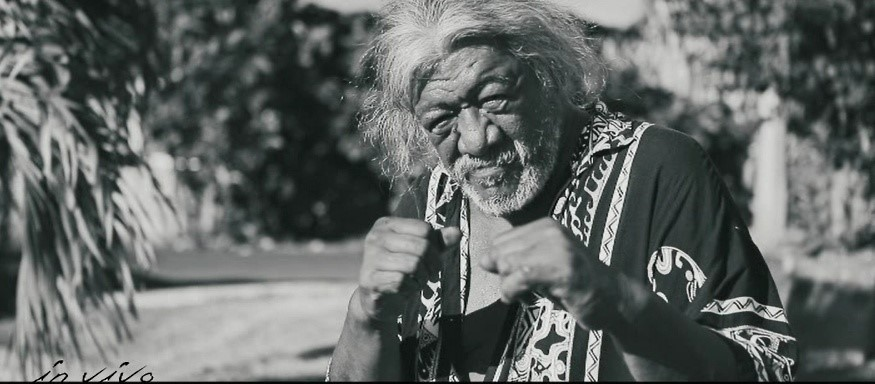
In Vivo Barthélémy le dernier kaina 2015

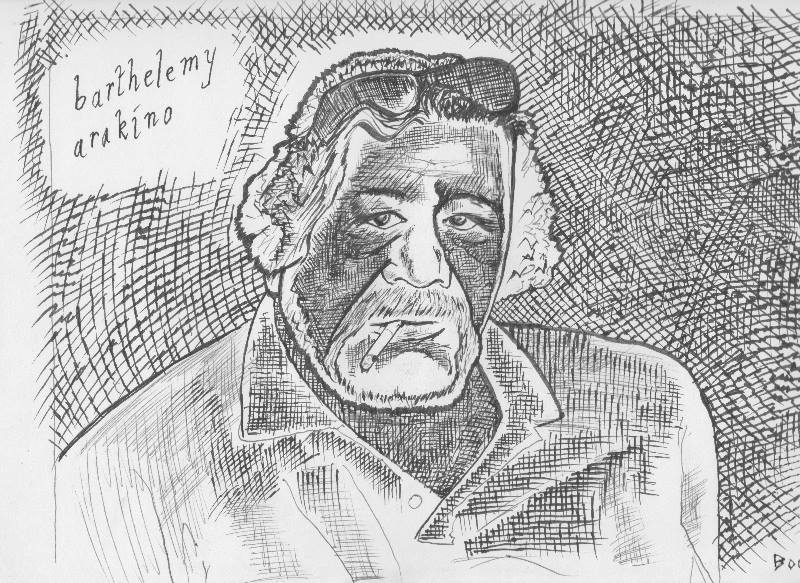
Barthélémy vu par Jonathan Bougard

Barthélémy Tugarue Arakino ou Barthélémy est un chanteur de variétés polynésiennes, guitariste, joueur d’ukulélé et auteur-compositeur-interprète, né le 3 octobre 1956 à Papeete et décédé le 16 février 2015 à Pirae, sur l’île de Tahiti en Polynésie française.

## Biographie
Barthélémy Tugarue Arakino, connu aussi sous les noms de "Barthélémy Arakino" ou "Barthélémy Tugarue", parfois surnommé "Barthé" ou "Atamu", mais plus communément appelé "Barthélémy", est à né Papeete à Tahiti d’une famille originaire de Hao dans l’archipel des Tuamotu et grandit dans le quartier d’Outumaoru à Punaauia. Il est influencé par la musique de son oncle, Teiti Ganahoa, avec lequel il chante dès l'âge de dix ans. Sa carrière professionnelle débute en 1975, quand Alphonse Vanfau, qui dirige le label Studio Alphonse, décide de le produire.
Barthélémy écrit et compose une bonne partie de ses chansons, qu’il signe indifféremment "Barthélémy Arakino" ou "Barthélémy Tugarue". La plupart de ses textes sont écrits en paumotu, la langue parlée dans sa famille, ou en tahitien. Il chante aussi en français ou parfois en anglais. Quand ils ne parlent pas d’amour, ses textes abordent des thèmes souvent légers, comme le bonheur et la douceur de vivre. Il est connu pour le caractère joyeux et entraînant de ses chansons, qui sont volontiers jouées dans les "bringues" polynésiennes, et acquiert rapidement le surnom de "king" de la musique "kaina",,,, nom donné à cette musique si typique des fêtes familiales et populaires de Polynésie.
En juin 2005, Barthélémy remporte le concours de chants ultra-marins "9 semaines et 1 jour" organisé par RFO avec un de ses grands tubes "Café de l’amour"
,. Cette récompense lui permet de se produire sur la scène des Francofolies de La Rochelle en juillet 2005. En 2008, il collabore avec le très populaire Angelo sur un album en duo, "Fa'ahua Nou Nou". En 2009, il passe en concert au New Morning en compagnie d'autres chanteurs tahitiens pour une soirée de musique polynésienne à la rencontre de son public de métropole.
Barthélémy est admis en novembre 2014 au Centre Hospitalier du Taaoné à Pirae sur l’île de Tahiti, après avoir contracté le virus du chikungunya. Malgré un état de santé jugé critique, il choisit de rentrer chez lui pour être entouré de ses proches. Le 16 février 2015, Barthélémy est réadmis en urgence au Centre Hospitalier du Taaoné. Il y décède des suites d'une insuffisance respiratoire provoquée par le virus,,. Dans les jours qui suivent, les deux principales chaînes polynésiennes de télévision lui rendent hommage : le vendredi 20 février 2015, Tahiti Nui TV lui consacre une soirée en diffusant le premier documentaire jamais réalisé sur l'artiste puis en rediffusant le dernier concert qu'il donnait en juillet 2014 au Grand Théâtre de la Maison de la Culture à Papeete ; le samedi 21 février 2015, Polynésie 1re diffuse une émission spéciale d’une demi-heure.
Barthélémy a enregistré deux cents chansons sur quinze albums avec Alphonse Vanfau, lequel était par ailleurs accordéoniste du groupe polynésien célèbre dans les années 1960 Les Super Boys. Alphonse Vanfau décède en 2016,.
Avec Angelo, Bobby ou Gabilou, Barthélémy était considéré comme l’un des chanteurs polynésiens les plus populaires de leur génération.

## Influences et collaborations musicales

### Influences musicales
- Musique polynésienne
- Musique hawaïenne
- Rock
- Reggae

### Collaborations musicales
- Angelo

## Discographie
Jusque dans les années 1980, les albums de Barthélémy étaient publiés sur cassettes. Seulement un petit nombre ont été ressortis sur disques ou portés en format numérique (mp3 ou m4a), si bien qu’il reste de nombreux albums qui ne sont plus distribués. Des enregistrements originaux existent mais sont très rares et difficiles à trouver sur le marché de l’occasion.

### Albums en solo
- 1985 : Te Uahu Papeete (Studio Alphonse, SACD 09SB30)
- 1986 : Tu As Le Look (Studio Alphonse, SACD 09SB33)
- 1992 : Kete Kete Nui (Studio Alphonse, SACD 9207)
- 1996 : Te Hei Maire (Océane Production)
- 1996 : Te Piira'a (Océane Production)
- 1997 : Toku Aroha To Te Kaiga (Studio Alphonse SACD 10SP3, Océane Production)
- 1997 : Faa Arii Tau Tiare (Océane Production)
- 2000 : Vaimoana (Océane Production)
- 2004 : Bora Bora Sa Majesté – Vol. 1 (Mac Music Paradise MACCD 96)
- 2004 : Vau Nei Te Haapape – Joyeux Noël Et Bonne Année 2005 (Hapipi Production CDHPP 014)
- 2005 : Ureiata – Vol. H2 (Hapipi Production CDHPP 17)
- 2007 : Ha'avaravara Mea Ma – Vol. 2 (Mac Music Paradise MACCD 132)
- 2009 : Nuku Hau Maroro (Annie Production)
- Atamu E (Studio Arevareva)
- Boogie Wave (Yip Production)
- Katiu Nei Au (Yip Production)
- Koneke Neke Te Paru – Ne Pleure Pas Angélina (Acoustic Production MHR 003)
- O Vau Te Tama Veve – Vol. 1 (Studio Alphonse)
- O Vau Te Tama Veve – Vol. 2 (Studio Alphonse SACD 3002)
- The King Is Back
- Ua Ruki Te Hana (Studio Alphonse SACD 09SB36)

### Albums en duo
- 2008 : Fa'ahua Nou Nou, avec Angelo (Mac Music Paradise)
- 2010 : Dansez – 16 Printemps – Vol. 1, avec Matahi (Mac Music Paradise MACCD 167)

### Albums en public
- 2010 : Barthélémy À Nouméa (Annie Production)
- Les Barbus En Live – Vol. 1 (Atamu Production) : c’est l’enregistrement d’un concert de Ronald Thuiho et Barthélémy

### Compilations
- 1990 : Les Succès De Barthélémy (Studio Alphonse SACD 9002)
- 1992 : Les Succès De Barthélémy – Vol. 2 (Studio Alphonse)
- Best Of Barthélémy – Vol. 1
- Best Of Barthélémy – Vol. 2
- Best Of Barthélémy – Vol. 3
- 2000 : Best Of Barthélémy – 2000 – Vol. 4 (Studio Alphonse)
- 2002 : Barthélémy – Super Boys – Vol. 8 (Studio Alphonse SACD 0S88)
- 2005 : R n’ B – Les Plus Beaux Succès De Barthélémy – Mori Star (Mac Music Paradise)
- 2007 : Barthélémy – Prestige Kaiga – 100 % Tubes (Annie Production)
- 2008 : Aïta Control (Annie Production) : la compilation comprend des chansons de Barthélémy, de Laurent Degache, de Georgio et de Nico
- 2008 : Collector (Annie Production)
- 2009 : Best Of Barthélémy – Hits Pacific (Annie Production)
- 2009 : Tahiti Choc Compilation (Annie Production) : la compilation comprend des chansons d'Angelo, de Barthélémy et de Laurent Degache
- Best Of Barthélémy (Mac Music Paradise MACCD 175)